# Joint Comprehensive Plan of Action
Het Joint Comprehensive Plan of Action (“Gezamenlijk alomvattend actieplan”) (JCPOA; Perzisch: برنامه جامع اقدام مشترک, ; geromaniseerd: barnāmeye jāme'e eqdāme moshtarak), bekend als het Iraans nucleair akkoord of Iran-akkoord (Iran deal), is een overeenkomst over het Iraanse nucleaire programma dat op 14 juli 2015 in Wenen is bereikt tussen Iran en de “P5+1” (de vijf permanente leden van de Veiligheidsraad van de Verenigde Naties – China, Frankrijk, Rusland, het Verenigd Koninkrijk en de Verenigde Staten – plus Duitsland), samen met de Europese Unie.
De formele onderhandelingen over JCPOA begonnen met de goedkeuring van het Joint Plan of Action (“Gemeenschappelijk actieplan”), een tussentijdse overeenkomst die op 24 november 2013 tussen Iran en de P5+1-landen werd ondertekend (soms “Geneva interim agreement” genoemd). Iran en de P5+1-landen voerden de volgende 20 maanden onderhandelingen. In april 2015 volgde een kaderovereenkomst (“Iran nuclear deal framework”), en in juli 2015 het JCPOA, samen met een Roadmap Agreement tussen Iran en het Internationaal Atoomenergieagentschap (IAEA).
De Veiligheidsraad van de Verenigde Naties keurde het JCPOA op 20 juli 2015 goed bij Resolutie 2231(2015). Op 31 juli nam de Raad van de EU wetgevingsbesluiten aan waarmee de eerste van deze bepalingen in EU-wetgeving werd omgezet.

## Terugtrekking Verenigde Staten

Ondertekenaars van JCPOA. In het rood: Verenigde Staten.

Hoewel de Verenigde Staten herhaaldelijk het Akkoord bevestigden, en Iran zich volgens het Internationaal Atoomenergieagentschap aan het akkoord had gehouden, stuurde president Donald Trump in oktober 2017 aan op een eenzijdige opzegging. Op 8 mei 2018 kondigde Trump de terugtrekking van de VS uit het Iran-akkoord aan op een persconferentie, en stelde hij nieuwe sancties tegen Iran in het vooruitzicht. De Europese Unie en Iran waren van mening dat de VS zich niet eenzijdig mocht terugtrekken, en hoopten het akkoord voort te zetten.
Vanaf mei 2019 verslechterde de situatie echter: Europese bedrijven bleken geen verdere zaken te doen met Iran uit vrees voor Amerikaanse sancties, en Iran hield zich steeds minder aan de beperkingen van het akkoord. In april 2021 werden in Wenen nieuwe gesprekken gestart met de bedoeling het akkoord alsnog weer op de rails te krijgen, en de Verenigde Staten opnieuw bij het proces te betrekken.
In september 2022 bleek de hoop op een snelle overeenstemming echter te verdwijnen, ondanks meerdere tussentijdse onderhandelingen, en gedeeltelijke verlichting van de sancties. In 2025 werden onder impuls van president Trump opnieuw onderhandelingen aangeknoopt, onder bemiddeling van  Oman.